# Sorea
Sorea és la societat encarregada de gestionar els serveis relacionats amb el Cicle Integral de l'Aigua en més de 270 municipis dels Països Catalans. Forma part del Grup Agbar i dona cobertura a més de dos milions d'habitants en serveis que van des de la captació i el tractament fins a la distribució als usuaris finals i el tractament d'aigües residuals.

## Història
Les arrels de Sorea es remunten a l'any 1963 quan la Société d'Amenagement Urbain et Rural, amb seu a París, i la Societat General d'Aigües de Barcelona van fundar l'empresa Saur (Societat de Proveïments Urbans i Rurals SA) per respondre a l'interès d'Aigües de Barcelona d'expandir el seu àmbit d'operacions a Catalunya més enllà de la zona que comprenia l'àrea metropolitana de Barcelona. Al principi l'àmbit d'actuació de Saur es va concentrar a la costa del Baix Empordà, a la zona del Vallès i en altres poblacions situades en el litoral.
El 1968 Aigües de Barcelona constitueix la societat Sorea (Societat Regional de Proveïment d'Aigües, SA) que va començar a operar a la zona del Maresme i que va coexistir de forma independent a Saur fins que el 1997 ambdues empreses es van fusionar i van donar lloc a l'actual companyia.
Des de la seva fundació, Sorea va augmentar la seva presència per tota Catalunya i va assumir la gestió de municipis com Súria, Granollers, Tarragona, Sant Cugat o Mollet del Vallès per posteriorment estendre la seva àrea d'operacions a municipis situats a les Illes Balears com Menorca i a poblacions situades a la província de Castelló.
A la fi de la primera dècada del segle xxi, la companyia, amb una plantilla de més de 1.300 empleats i els seus serveis centrals situats a la Torre Agbar de Barcelona, prestava serveis en més de 270 municipis i servia aigua a més de dos milions d'habitants.

## Infraestructura
El 2009 Sorea va distribuir més de 2.400.000 hectòmetres cúbics d'aigua potable. Per això, compta amb una xarxa que inclou més de quaranta plantes potabilitzadores, setanta plantes depuradores i dos laboratoris des dels quals es tracten en la seva majoria aigües d'origen superficial, subterrani i marí.